# Agios Andronikos Trikomou
Agios Andronikos Trikomou (in greco Άγιος Ανδρόνικος Τρικώμου? "Sant'Andronico di Trikomo" o [το] Άγιον Ανδρονικούδι (diminutivo di Andronikos, usato per distinguerlo dal villaggio omonimo); in turco Topçuköy) è un villaggio turco-cipriota di Cipro. È sotto il controllo de facto di Cipro del Nord, nel distretto di Iskele, mentre de iure si trova nel distretto di Famagosta della Repubblica di Cipro. Il villaggio è sempre stato abitato da turco-ciprioti anche prima del 1974.
Agios Andronikos nel 2011 aveva 310 abitanti.

## Geografia fisica
Agios Andronikos è situato ai margini della penisola del Karpas, 7 km a nord di Trikomo.

## Origini del nome
Agios Andronikos significa "Sant'Andronico" in greco, e il villaggio ha probabilmente acquisito questo nome prima dell'arrivo degli Ottomani nel XVI secolo. Il nome turco, Topçuköy, è in uso almeno dal XVII secolo. Esso significa "villaggio dei cannonieri" e i turco-ciprioti di questo villaggio sostengono che i loro antenati arrivarono come soldati con la conquista ottomana.

## Società

### Evoluzione demografica
Nel censimento ottomano del 1831 i musulmani (turco-ciprioti) costituivano gli unici abitanti del villaggio. Per tutto il periodo britannico il villaggio è sempre stato abitato prevalentemente da turco-ciprioti, mentre un piccolo numero di greco-ciprioti compare nei registri nell'ultimo decennio del XIX secolo. Durante la prima metà del XX secolo, la popolazione del villaggio è aumentata costantemente, passando da 129 abitanti nel 1901 a 286 nel 1946. Il censimento del 1960 conferma che questa tendenza alla crescita è continuata e la popolazione in quell'anno è stata registrata come 297 abitanti.
Dalla sua popolazione originaria nessuno è stato sfollato; tuttavia, il villaggio è servito come centro di accoglienza transitorio per gli sfollati turco-ciprioti nel 1964. Dal 1964 al 1974 ha fatto amministrativamente parte dell'enclave turco-cipriota di Famagosta. Secondo le stime di Patrick, nel 1971 la popolazione del villaggio era di 375 abitanti, in aumento rispetto ai 297 del 1960.
Attualmente Topçuköy è abitato principalmente dai suoi abitanti originari. Secondo il censimento turco-cipriota del 2006, la popolazione del villaggio era di 336 abitanti.